# Richard Carrier

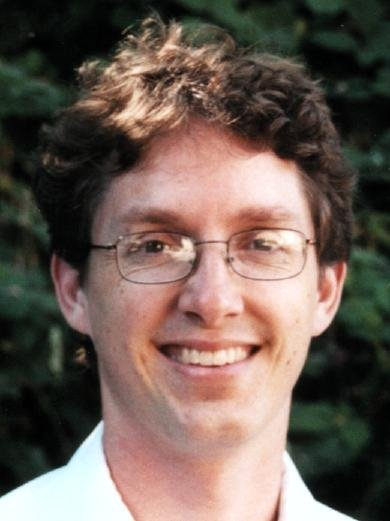
Richard Carrier

Richard Cevantis Carrier (* 1. Dezember 1969) ist ein US-amerikanischer Historiker und Philosoph. Er war mehrjährig für Internet Infidels als Chefredakteur tätig. In seinen Schriften und Vorträgen äußert er Zweifel an der historischen Existenz Jesu Christi. Er wird in Warren A. Smiths Who’s Who in Hell (2000) aufgeführt.

## Leben
Carrier erwarb seinen B.A. in Berkeley und seinen M.A., M.Phil. und Ph.D. an der Columbia University. Seine Ansicht über die historische Existenz Jesu wurde in der Dokumentation The God Who Wasn’t There (2005) dargestellt.
Bekanntheit erlangte ein Briefwechsel, den Richard Carrier mit Antony Flew gegen Ende von dessen Leben führte.
2015 gab Carrier bekannt, dass er die zwanzigjährige Ehe mit seiner Frau Jennifer (geborene Paynter) beendet hatte. Er gab an, polyamor zu sein.

## Werk (Auswahl)
- Guerres limitées et paix perpétuelle: étude des rapports entre les caractéristiques de la guerre au xviiième siècle et les conceptions de la paix de l’abbé de Saint-Pierre, Jean-Jacques Rousseau, Jérémie Bentham et Emmanuel Kant. Université Laval, Laboratoire d’études politiques et administratives, Québec 1992, ISBN 978-2-92047-924-1.
- Sense and goodness without God: a defense of metaphysical naturalism. Authorhouse, Bloomington, Ind. 2005, ISBN 1-42080-293-3.
- Proving history: Bayes’s theorem and the quest for the historical Jesus. Amherst, N.Y., Prometheus Books, 2012, ISBN 978-1-61614-559-0.
- On the historicity of Jesus: why we might have reason for doubt. Sheffield Phoenix Press, Sheffield 2014, ISBN 978-1-90969-735-5.